# Капитал
Капитал (лат. capitalis - главни, caput – глава) у економији представља вредност (у форми новца, имовине или људских ресурса) која се улаже у производњу или неку другу економску делатност са основном наменом да се увећа, односно да донесе добит. Капитал се може улагати у производни или непроизводни сектор. Међутим, његова основна намена је увек иста, а то је увећање основне вредности или производња других добара. С обзиром да капитал није природно добро, он се мора произвести или позајмити.
Капитал може бити физички (опрема, производни и пословни простори, сировине, полуготови и готови производи) и финансијски (готовина, хартије од вредности итд). Међутим, треба правити разлику између капитала и личне имовине, јер лична имовина не учествује у производном процесу. У случају да се та имовина прода и добијени новац уложи у производњу, лична имовина се у тим условима претвара у капитал.
Капитал се може поделити и на стални (фиксни) и оптицајни (циркулирајући). Средства која ће се дуго времена задржати као улагање у основна средства представљају стални (фиксни) капитал, док она средства која се користе за текуће финансирање представљају оптицајни (циркулирајући) капитал. Осим тога, постоји подела капитала на власнички и позајмљени. Власнички је онај капитал који власник уноси у производњу и стога на њега не плаћа камате, док се позајмљени капитал односи на средства која су позајмљена и за која се у неком временском периоду мора вратити главница (позајмљена вредност) и камата. Улагање капитала у неки посао или пројекат са циљем да се добије одређена корист се назива инвестиционо улагање.
Адам Смит дефинише капитал као „онај део човекових деоница од којег се очекује да ће произвести приход”. Овај термин је кориштен за сву покретну имовину од 16. века.
Како се капитално добро одржава или враћа у стање препродукције, зависи од типа датог капитала. У већини случајева капитал се замењује након периода депрецијације док новије форме капитала чине даљу употребу садашњег капитала непрофитабилном. Исто тако је могуће да напреци учине једну застарелу форму капитала поново практичном. Капитал је дистинктни облик земљишта (или необновљивог ресурса) у смислу да се капитал може повећати људским радом. У било ком моменту, тотални физички капитал се може сматрати капиталним деоницама (што не треба мешати са капиталним деоницама пословне јединице).
У фундаменталном смислу, капитал се састоји од свега што може да повећа моћ особе да врши економски користан рад, камен или стрела је капитал за пећинског човека који може да их користи као ловачке инструменте, и путеви су капитал за становнике града. Капитал је унос у продукциону функцију. Куће и лични аутомобили се обично не дефинишу као капитал него као трајна добра, пошто се они не користе за продукцију продајних добара и услуга.
У марксистичкој политичкој економији, капитал је новац који се користи за куповину нечега с циљем поновне продаје уз реализацију финансијског профита. Код Маркса капитал постоји само унутар процеса економске размене — он је богатство које израста из самог процеса циркулације, и за Маркса он формира основу економског система капитализма. У савременијим школама економије, ова форма капитала се генерално назива „финансијским капиталом” и разликује се од „капиталних добара”.

## У уским и широким употребама
Класична и неокласичкан економија сматрају капитал једним од фактора производње (заједно са другим факторима: земљиштем и радом). Сви други производни импути се називају нематеријалним у класичној економији. Тиме су обухваћени организација, предузетништво, знање, добра воља, или менаџмент (који неки карактеришу као таленат, друштвени капитал или инструкциони капитал).
Факторима производње се сматрају:
- Добра која се непосредно не користе у процесу производње, за разлику од сировина или интермедијарних добара. (Значајан изузетак овом су депрецијациони расход, који се попут интермедијарних добара третира као пословни трошак.)
- Добра која се могу произвести или повећати (у контрасту са земљиштем необновљивим ресурсима).

Ове посебне погодности пренете су у савремену економску теорију. Једна додатна категорија капитала су деонице. Као такве, њихова вредност се процењује у датом временском тренутку. У контрасту с тим, инвестиција, као производња која се додаје основном капиталу, се дефинише као процес који се одвија током времена („годишње”).
Марксова економија прави разлику између различитих облика капитала:
- константни капитал, који се односи на капиталну робу,
- променљиви капитал, који се односи на трошкове рада, при чему је трошак „варијабилан” на основу висине плата, и зараде се плаћају током трајања уговора о запослењу/запослености,
- фиктивни капитал, који се односи на нематеријалне репрезентације или апстракције физичког капитала, као што су акције, обвезнице и хартије од вредности (или „продајне папирне потврде о богатству”)

Раније илустрације често описују капитал као физичке предмете, као што су алати, зграде и возила, који се користе у производном процесу. Од 1960-их економисти су давали све већи фокус ширим облицима капитала. На пример, улагање у умеће и образовање се може посматрати као изградња људског капитала или капитала знања, а инвестиција у интелектуалну својину се може сматрати изградњом интелектуалног капитала. Ови термини доводе до одређених питања и контроверзи о којима се говори у кореспондирајућим чланцима.

## Модерни типови капитала
Детаљне класификације капитала које су коришћене у различитим теоријским или примењеним употребама углавном поштују следећу поделу:
- Финансијски капитал, који представља обавезе и ликвидира се као новац за трговину, а поседују га правна лица. Он је у облику капиталне имовине, којом се тргује на финансијским тржиштима. Његова тржишна вредност није заснована на историјској акумулацији уложеног новца, већ на перцепцији тржишта о очекиваним приходима и ризику.
- Природни капитал, који је својствен у екологијама и који повећава снабдевање људског богатства.[22][23]
- Друштвени капитал, који је у приватном предузећу делимично обухваћен угледом или вредношћу бренда, али је општији концепт међуодноса између људи који има вредност попут новчане која мотивише акције на сличан начин са плаћеном компензацијом.
- Инструкциони капитал, дефинисан првобитно у академској сфери као онај аспект наставе и преноса знања који није наследан појединцима или друштвеним односима, већ је преносив. Разне теорије користе имена као што је знање или интелектуални капитал за описивање сличних концепата, мада они нису стриктно дефинисани као у академској дефиницији и нема широко прихваћеног рачуноводственог третмана.
- Људски капитал, широк термин који генерално обухвата комбинацију друштвеног, инструкционог и индивидуалног људског талента. Користи се у техничкој економији за дефинисање „уравнотеженог раста”, чији је циљ побољшање људског капитала, колико и економског капитала.
- Јавни капитал је покривни израз који покушава да карактерише физички капитал који се сматра инфраструктуром и који подржава производњу на нејасно дефинисане или обрачунате начине. Ово обухвата збирно тело свих имовина у власништву државе које се користе за промовисање продуктивности приватне индустрије, укључујући ауто-путеве, жељезнице, аеродроме, постројења за пречишћавање воде, телекомуникације, електричне мреже, енергетске службе, општинске зграде, јавне болнице и школе, полицију, ватрогасне службе, судове и многе друге. Међутим, то је проблематичан израз у смислу да многа од тих средстава могу бити у јавном или у приватном власништву.

Засебна литература је била развијена за описивање природног капитала и друштвеног капитала. Такви термини одражавају широк консензус да су природа и друштво функције на сличан начин као и традиционални индустријски инфраструктурни капитал, да је сасвим прикладно да се назову различитим врстама капитала. Конкретно, они се могу користити у производњи друге робе, и не користе се непосредно у процесу производње. Они се могу побољшати (ако не и створити) људским напорима.
Исто тако постоји литература која се бави интелектуалним капиталом и законом о интелектуалној својини. Међутим, ово је у већој мери усмерено на разликовање средства капиталних инвестиција и прикупљања потенцијалних награда за патент, ауторско право (креативни или индивидуални капитал), и инструменте заштитног знака (друштвеног поверења или друштвеног капитала).

## Интерпретације
Економиста Хенри Џорџ је тврдио да финансијски инструменти попут акција, обвезница, хипотека, меница или других сертификата за преношење богатства нису заправо капитал. То је зато што „њихова економска вредност само представља моћ једне класе да прима зараде друге” и „њихово повећање или смањење не утиче на збир богатства у заједници”.
Поједини мислиоци, као што су Вернер Зомбарт и Макс Вебер, утврдили да концепт капитала потиче из двојног књиговодства, које је стога фундаментална иновација у капитализму. Зомбарт је навео у раду „Средњевековно и модерно комерцијално предузеће” да: „Сам концепт капитала је изведен из оваквог начина гледања на ствари; може се рећи да капитал, као категорија, није постојао пре двоструког књиговодства. Капитал се може дефинисати као та количина богатства која се користи за остваривање профита и која улази у рачуне.”
У класичној економији, Адам Смит је разликовао фиксни капитал од циркулишућег капитала. Пређашњи је представљао физичка средства која нису потрошена у продукцији производа (нпр. Машине и складишни објекти), док се други односио на физичку имовину која се троши у процесу производње (нпр. сировине и полупроизводи). За предузеће, оба су била типови капитала.
Карл Маркс додаје још једну разлику која се често погрешно поистовећује са оном Дејвида Рикарда. У Марксовој теорији, варијабилни капитал се односи на улагање капиталисте у радну снагу, што се види као једини извор вишка вредности. Он се назива „варијабилним” пошто количина вредности коју он може да произведе варира у односу на количину конзумиране вредности, i.e. креира се нова вредност. С друге стране, константни капитал се односи на улагање у нељудске факторе производње, као што су постројења и машине, за које Маркс узима да доприносе само својој сопственој заменској вредности за робу у чијој производњи се користе.
Инвестиција или акумулација капитала, у класичној економској теорији, је продукција повећаног капитала. Инвестиција захтева да се производи нека роба која се не конзумира одмах, већ се употребљава за производњу друге робе као капитална роба. Инвестиција је блиско повезана са штедњом, иако нису исто. Као што је Кејнс истакао, штедња подразумева да се не троше сви приходи на тренутна добра или услуге, док се инвестиција односи на трошење специфичне врсте роба, тј. капиталних добара.
Економиста аустријске школе Еуген Боем фон Баверк је тврдио да се интензитет капитала мери путем кружних метода производње продукционих процеса. Он дефинише капитал као робу вишег реда или робу која се користи за производњу робе широке потрошње, и изводи њихову вредност из њих.
Теорија људског развоја наводи да се људски капитал састоји од засебних друштвених, имитативних и креативних елемената:
- Друштвени капитал је вредност мреже односа поверења између појединаца у привреди.[29][30]
- Индивидуални капитал, који је инхерентна особина, заштићена друштвима, и тргује се радом за поверење или новац. Блиско паралелни концепти су „таленат”, „генијалност”, „лидерство”, „обученост тела”, или „урођене вештине” које се не могу поуздано репродуковати користећи било коју комбинацију горе наведеног. У традиционалној економској анализи индивидуални капитал се обично назива радом.
- Инструкциони капитал у академском смислу се јасно разликује од било индивидуалних особа или друштвених веза међу њима.

Ова теорија је основа концепта троструког критеријума рачуноводства и даље је развијена у еколошкој економији, економици благостања и разним теоријама зелене економије. Све оне користе нарочито апстрактни појам капитала у којем је захтев да се капитал производи као трајна роба ефективно уклоњен.
Контроверза капитала Кембриџа био је спор између економиста из Кембриџа са МИТ у Масачусетсу и Универзитета у Кембриџу у Великој Британији о мерењу капитала. Економисти из Велике Британије, укључујући Џоан Робинсон и Пиера Срафу тврдили су да нема основе за агрегирање хетерогених објеката који сачињавају капиталне робе.
Политички економисти Џонатан Ницан и Шимшон Бичлер су сугерирали да капитал није продукциони ентитет, већ само финансијски и да капиталне вредности мере релативну моћ власника над широким друштвеним процесима који носе профит.